# نيجمة ثلاثية
نيجمة ثلاثية (الاسم العلمي: Geastrum triplex) هو نوع من الفطريات يتبع جنس النيجمة من الفصيلة النيجمية.